# Martin MO
Martin MO là một loại máy bay thám sát của Hoa Kỳ, do hãng Glenn L. Martin Company chế tạo cho Hải quân Hoa Kỳ.

## Biến thể
MO-1

## Quốc gia sử dụng
Hoa Kỳ
- Hải quân Hoa Kỳ

## Tính năng kỹ chiến thuật (MO-1)
Dữ liệu lấy từ The Illustrated Encyclopedia of Aircraft (Part Work 1982-1985), 1985, Orbis Publishing, Page 2419
Đặc điểm tổng quát
- Kíp lái: 3
- Sải cánh: 53 ft 1 in (16.18 m)
- Động cơ: 1 × Curtiss D-12, 435 hp (324 kW)

Hiệu suất bay
- Vận tốc cực đại: 105 mph (169 km/h)